# Integration-by-parts-Operator
Ein Integration-by-parts-Operator ist ein linearer Operator, der eine Formulierung der partiellen Integration ermöglicht. Der Operator ist vor allem in Räumen von unendlicher Dimension interessant und wird hauptsächlich im Malliavin-Kalkül aus der stochastischen Analysis verwendet.

## Integration-by-parts-Operator
Sei {\displaystyle E} ein Banach-Raum, sodass {\displaystyle E} und der topologische Dualraum {\displaystyle E^{*}} separable Räume sind, und {\displaystyle \mu } ein Borelmaß auf {\displaystyle E}. Sei {\displaystyle S} eine fixierte Untermenge des Funktionenraums auf {\displaystyle E}. Mit {\displaystyle \mathrm {D} \phi } bezeichnen wir die Fréchet-Ableitung von {\displaystyle \phi }. Ein linearer Operator {\displaystyle \operatorname {P} \colon S\to L^{2}(\mu )} heißt Integration-by-parts-Operator (kurz IPO) für {\displaystyle \mu } falls
{\displaystyle \int _{E}\mathrm {D} \varphi (x)h(x)\,\mathrm {d} \mu (x)=\int _{E}\varphi (x)(\operatorname {P} h)(x)\,\mathrm {d} \mu (x)}
für jede C1-Funktion {\displaystyle \varphi \colon E\to \mathbb {R} } und jedes {\displaystyle h\in S} gilt, mit dem beide Seiten existieren.

## Beispiele
Betrachte einen abstrakten Wiener-Raum {\displaystyle (H,E,\mu )} mit Gaußschem Maß {\displaystyle \mu \colon H\to E}. Man kann {\displaystyle E^{*}} als Unterraum von {\displaystyle E} unter der Inklusion
{\displaystyle E^{*}\xrightarrow {i^{*}} H^{*}\cong H\xrightarrow {i} E}
auffassen.
Sei {\displaystyle S} ein Unterraum von {\displaystyle C^{1}(E,E^{*})}. Für {\displaystyle h\in S} definiere
{\displaystyle (\operatorname {P} h)(x):=h(x)x-\operatorname {Tr} _{H}\operatorname {D} h(x).}
Dann ist {\displaystyle \operatorname {P} } ein Integration-by-parts-Operator. Der Beweis folgt aus dem Divergenzsatz für abstrakte Wiener-Räume und kann in Elworthy (1974) gefunden werden.